# 雷任海穹

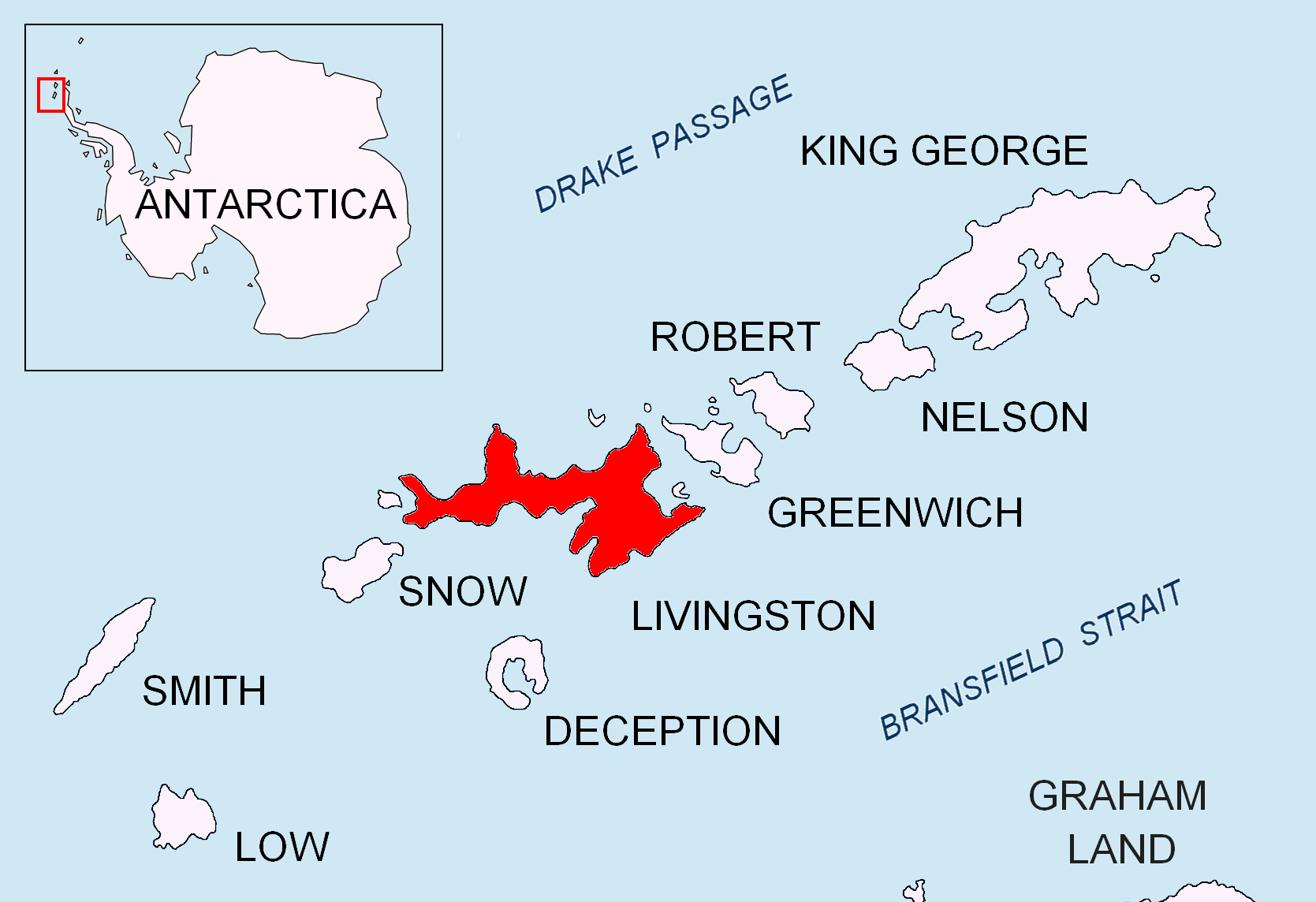

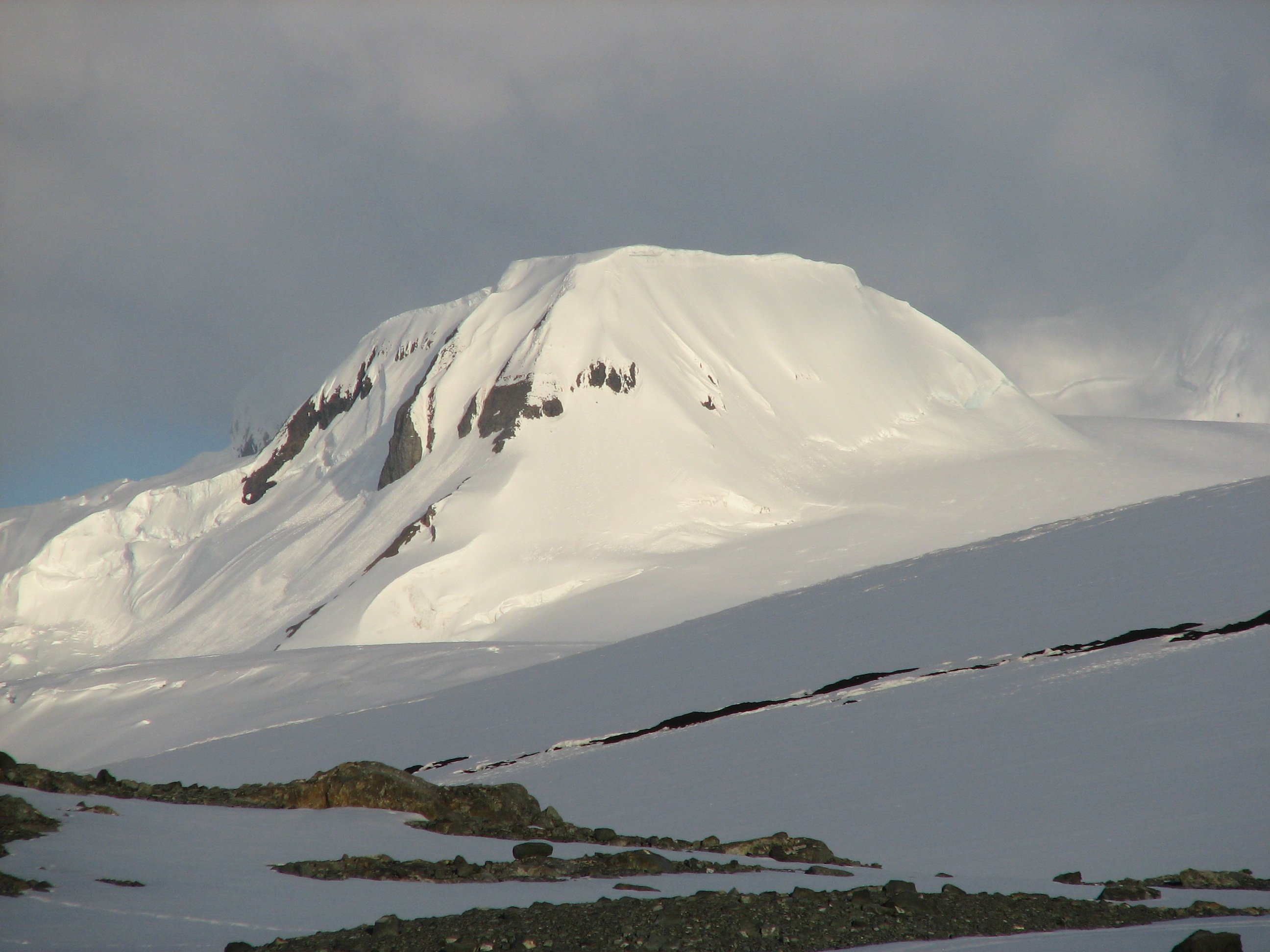

雷任海穹是南極洲的海穹，位於南設得蘭群島的利文斯頓島東部，海拔高度433米，處於阿萊科角東南面3.07公里和布爾迪克峰西北面1.56公里。

## 外部連結
- SCAR Composite Antarctic Gazetteer（页面存档备份，存于）.